# Piperonil-butoxid
A piperonil-butoxid (rövidítve: PBO) rovarirtó szerek hatását fokozó szer a mezőgazdaságban, állatorvoslásban és a háztartásban. 1947-ben állították elő szintetikusan a természetben is megtalálható szafrolból.

## Felhasználás
Fokozza a piretrint(en), piretroidot(en), rotenont(en) és karbamátot tartalmazó szerek hatását. Leggyakoribb alkalmazásai:
- számos mezőgazdasági termény betakarítás előtti és utáni kezelése
- háziállatok közvetlen és közvetett kezelése
- ipari és kereskedelmi épületek és raktárak, melyekben élelmiszert/takarmányt tárolnak vagy dolgoznak fel
- szúnyogirtás.

Használható por, folyadék, spray, aerosol alakban. Kiszórható helikopterről vagy repülőgépről is.
Sokféle földi és repülő kártevő ellen alkalmazható: hangya, féreg(en), hernyó, kukac, bogár, atka, légy, szúnyog, pók, zsizsik, moly, kullancs, levél- és emberen élő tetű, darázs, muslica(en), hal.

## Fizikai/kémiai tulajdonságok
Színtelen vagy halványsárga színű, kissé keserű ízű olajos folyadék. Vízben gyakorlatilag nem oldódik (14.34 μg/ml), acetonnal, metanollal, benzinnel, diklórmetánnal és izooktánnal elegyedik.

## Toxicitás
A halakra mérsékelten, kétéltűekre igen mérgező. UV-sugárzás hatására gyorsan elbomlik a környezetben (felezési ideje 8,4 óra). A talajban található baktériumok elbontják. Hidrolízis útján csak nagyon lassan bomlik el (felezési ideje 500 napnál több).
Emlősökön nem mutatott mérgező hatást sem az emésztőrendszerben, sem a bőrön át, sem belélegezve. Nyulakon végzett kísérlet azt mutatta, hogy a szembe jutott piperonil-butoxid által okozott irritáció teljesen meggyógyult.
4 hím és 4 nőstény kutyának egy éven át adtak napi 0, 100, 600 és 2000 mg/tskg PBO-t. Nem történt sem elhullás, sem kezelést igénylő klinikai változás. A nagy dózist kapott hím kutyák étvágya és súlya csökkent, a nőstényeké csak minimálisan. A nagy dózist kapott kutyák májának és epehólyagjának súlya nőtt. Más jelentős változást nem lehetett megfigyelni. A kis adagot kapott kutyáknál nem tapasztaltak károsnak tekinthető változást.
Önkénteseknek egyszeri alkalommal adtak PBO-t szájon át. A 31 órán át tartó megfigyelés nem mutatott mérgezési tüneteket.
Más önkéntesek felkarjára juttatták az anyagot. Ők sem mutattak mérgezésre utaló tüneteket.
Patkányoknak párzás előtt és vemhesség alatt adva a szert az egyetlen tapasztalat az volt, hogy az újszülött patkányok az átlagosnál kisebb súlllyal születtek. Fejlődési rendellenességet nem tapasztaltak.
Patkányoknak nagyon nagy adagban adva a piperonil-butoxidot, a májrák gyakoriságának növekedését tapasztalták. Miután az ember nincs kitéve ekkora adagnak, a kockázatot minimálisnak találták. Az EPA osztályozása szerint az anyag a C osztályba tartozik szájon és bőrön át, és a D osztályba belélegezve.
Egy kétgenerációs vizsgálatban egereknek szájon át 0, 1000, 2000, 4000 és 8000 mg/tskg PBO-t adtak. Nem tapasztaltak kóros elváltozást.
Ember esetén az 1–2 év közötti gyermekek bizonyultak a leginkább érzékenynek a piperonil-butoxidra. Az akut kockázat az ő esetükben 20%-a volt a még elfogadhatónak; a teljes népességre ez az érték 6%. A krónikus kockázat 12 ill. 5%. A becslések szerint az ember számára 5,15 g/tskg lehet a halálos adag.

## Hatásmód
A rovarok a citokróm P450 családba tartozó mintegy 500 enzim valamelyikével oxidálják vagy hidrolizálják a rovarölő szert, hogy hatását semlegesítsék. A P450 enzimek aminosavláncában található egyik cisztein kénatomjához hem kapcsolódik.
Ha a rovarölő készítményben piperonil-butoxid is van, az enzim nemcsak a rovarölővel, hanem a piperonil-butoxiddal is reagál. Az enzim a metiléndioxi rész szénatomjáról leszakít egy hidrogént. amely oxidálódik, és hidroxilcsoportként kerül vissza. A szénatomhoz kapcsolódó három oxigénatom instabillá teszi a molekulát, amely vízvesztést követően karbénné alakul, amely kettős kötéssel kapcsolódik az enzimbeli hem vasatomjához. Az enzim ezáltal működésképtelenné válik.
A piperonil-butoxidnak tehát önmagában nincs rovarölő hatása, de gátolja a kártevő rovarban a rovarirtó szert lebontó P450 enzim működését. Ezzel egyrészt felerősíti a szer hatását (szinergia), másrészt gátolja a rezisztencia kialakulását.
A bizonyítékok azt mutatják, hogy bár az enzimgátló hatás emlősöknél is jelen van, az csak átmeneti, és csak nagy adag esetén fordul elő.